# Перу-Ротунд
Перу-Ротунд (рум. Păru Rotund) — село у повіті Телеорман в Румунії. Входить до складу комуни Ненчулешть.
Село розташоване на відстані 85 км на південний захід від Бухареста, 15 км на північний захід від Александрії, 112 км на схід від Крайови.

## Населення
За даними перепису населення 2002 року у селі проживала 671 особа, усі — румуни. Усі жителі села рідною мовою назвали румунську.